# Един мъж на колене
„Един мъж на колене“ (на италиански: Un uomo in ginocchio) е италианска криминална драма от 1979 година на режисьора Дамяно Дамяни с участието на Джулиано Джема, Микеле Плачидо и Тано Чимароза.

## Сюжет
След като прекарва две години в затвора, автокрадецът Нино Пералта решава да го кара по-кротко. С парите спестени преди присъдата му, той отваря собствено кафене. Но в годините на просперитет на италианската мафия в Палермо, нищо не остава скрито. На фона на развихрилата се война между фамилиите, погрешка, Нино се озовава в списък от осем души осъдени на смърт от мафията. По това време в Сицилия действа „законът на мълчанието“ – да се оплачеш в полицията е безсмислено, а да изпросиш милост от мафиотските босове – абсолютно невъзможно.

## В ролите
| Изпълнител       | Роля                |
| ---------------- | ------------------- |
| Джулиано Джема   | Нино Пералта        |
| Елеонора Джорджи | Лучия Пералта       |
| Микеле Плачидо   | Антонио Платамонте  |
| Тано Чимароза    | Себастиано Коликиа  |
| Еторе Мани       | Винченцо Фабриканте |
| Лучано Катеначи  | Комисарят           |
| Нело Пацафини    | Патранка            |
| Фабрицио Форте   | син на Пералта      |

## Награди и номинации
- 1979 Награда „Grolla d'oro“ за най-добър актьор - Джулиано Джема